# نهضت مخالفت با مصرف الکل

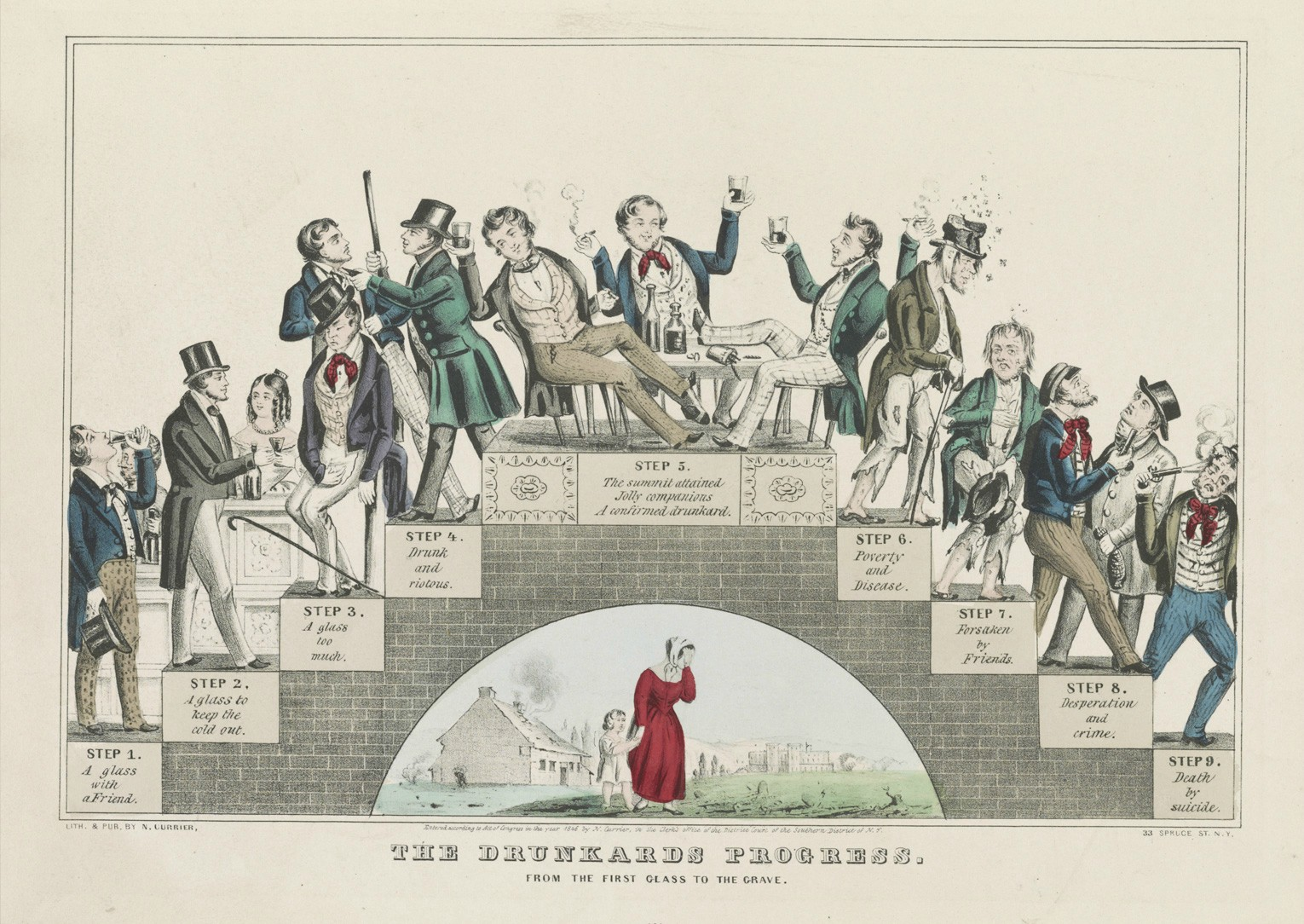
فراز و نشیب میخوارگی. اثری که در سال ۱۸۴۶ خلق شده است.

مخالفت با مصرف الکل یا تیتوتالیسم به مرامی اشاره دارد که هواداران آن از مصرف هرگونه مشروبات الکلی دوری می‌کنند. این جنبش در اوایل قرن نوزدهم شکل گرفت و هواداران آن تیتوتال خوانده می‌شوند. دلایل حمایت از این تفکر مختلف است و می‌تواند مذهب، سلامتی، خانواده، تفکرات فلسفی یا همچنین در بعضی موارد مزه الکل باشد.

## پرهیز از الکل در ادیان
دین‌های اسلام، بهاییت، برهمایی، سیک، جین و برخی شاخه‌های مسیحیت مصرف الکل را برای پیروانشان غیرمجاز دانسته‌اند.

## سرشناسان تیتوتال
- فرانک زاپا
- انگس یانگ
- مایکل یورک
- مالکوم ایکس
- بروس ویلیس
- جرارد وی
- تام ویتس
- متی فانهانن
- شنایا تواین
- دونالد ترامپ
- پیر ترودو
- تیلدا سوئینتن
- رینگو استار
- آلن اسمیت
- جادا پینکت اسمیت
- جن سیمونز
- جورج برنارد شاو
- بیل شنکلی
- هانس-اولریش رودل
- کریستیانو رونالدو
- میت رامنی
- اروین رومل
- فرد راجرز
- جان دیویس راکفلر
- کریستینا ریچی
- دنیل ردکلیف
- پرینس (موسیقی‌دان)
- ناتالی پورتمن
- جیم پارسونز
- گری الدمن
- تد نیوجنت
- فریدریش نیچه
- اندی مورای
- رابرت موگابه
- جیمز میلنر
- کریس مارتین
- ماری آنتوانت
- توبی مگوایر
- جیمز راسل لوول
- اچ. پی. لاوکرافت
- ریچارد فاینمن
- درن فلچر
- جان فروشانته
- جورج گالوی
- ماهاتما گاندی
- لاست‌پرافیتس
- جیمی گریوس
- رادرفورد بیرچارد هیز
- جیمز هتفیلد
- آدولف هیتلر
- آنتونی هاپکینز
- اسب دیوانه
- آنا ایوانوویچ
- ساموئل ال. جکسون
- استیو جابز
- التون جان
- فرانتس کافکا
- ابوبکر زین‌العابدین عبدالکلام
- کریم آقاخان
- استیون کینگ
- کریستین لاگارد
- بروس لی
- لیونا لوئیس
- آبراهام لینکلن
- بلیک لایولی
- جنیفر لوپز
- الیزا دوشکو
- اریک دلفی
- تام کروز
- آلیس کوپر
- جان کولترین
- جان ماکسول کوتسی
- اریک کلپتون
- جبرئیل سیسه
- کیم کاترال
- جیم کری
- نائومی کمبل
- جورج دبلیو بوش
- جرارد باتلر
- وارن بافت
- سی ام پانک
- راسل براند
- دیوید بویی
- جو بایدن
- آمیتاب باچان
- محمدعلی کلی
- آیزاک آسیموف
- ایکان
- گرت بیل